# Quercus rugosa
Quercus rugosa är en bokväxtart som beskrevs av Luis Née. Quercus rugosa ingår i släktet ekar, och familjen bokväxter. Inga underarter finns listade i Catalogue of Life.

## Bildgalleri

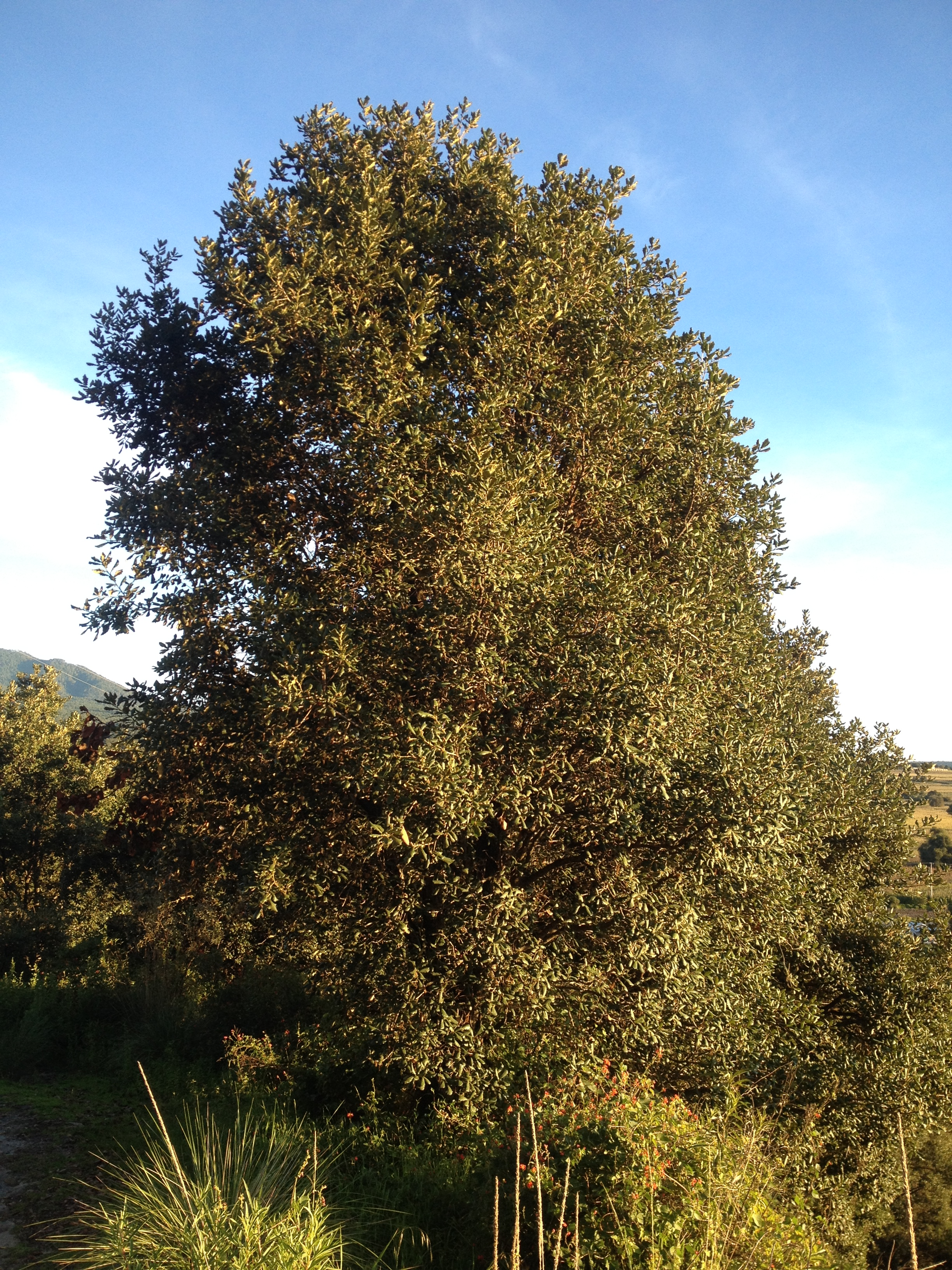
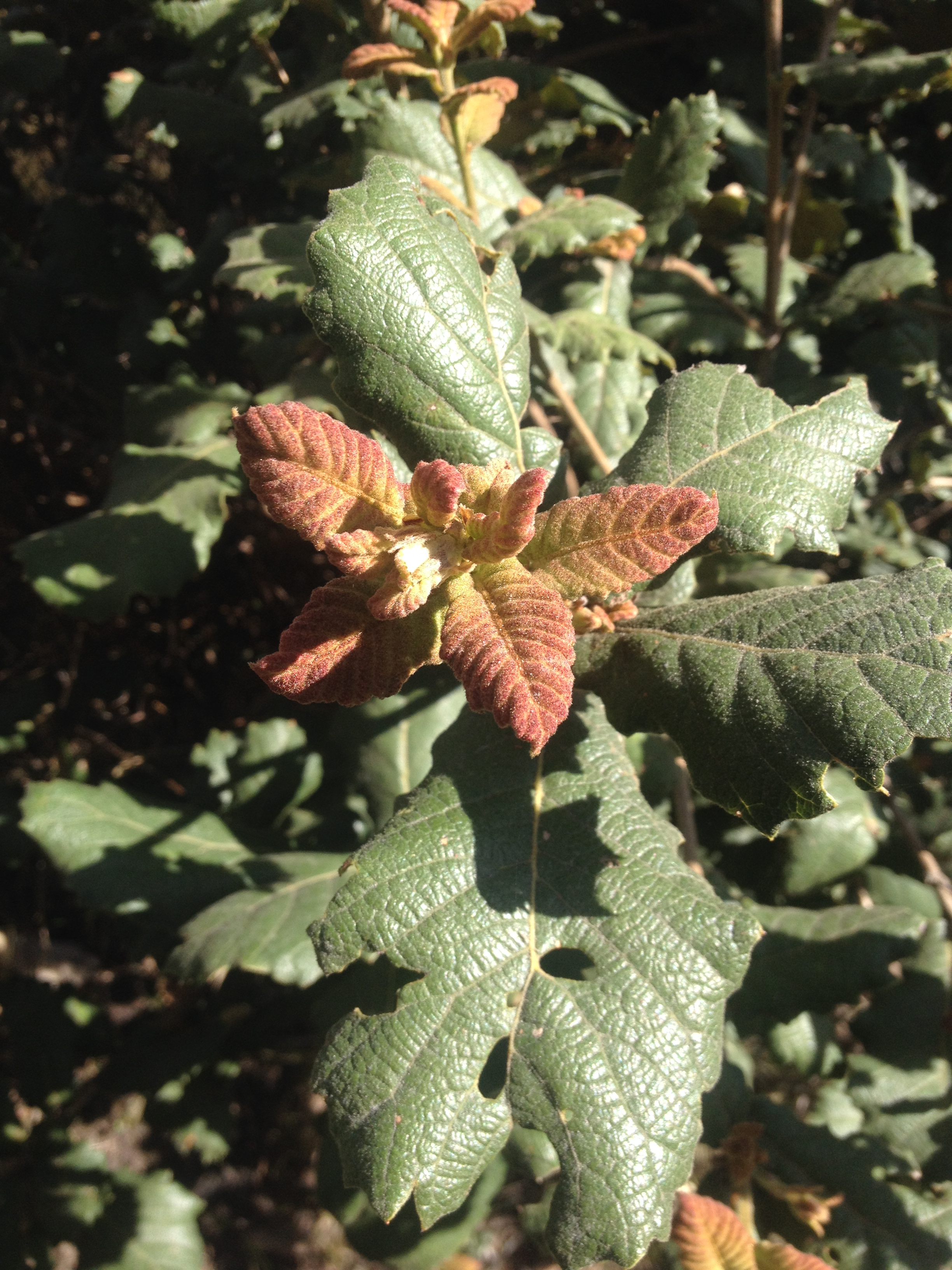